# Lew Massey
Lawrence "Lew" Massey, né le 16 février 1956 à Charlotte (Caroline du Nord), et mort dans cette ville le 23 janvier 2014 est un joueur de basket-ball américain.

## Biographie
Après une carrière universitaire avec les 49ers de Charlotte, il est sélectionné en trente-huitième position lors de la Draft 1978 de la NBA par les Lakers de Los Angeles. Toutefois, il ne joue aucun match en National Basketball Association (NBA).